# Kabatana takedai
Kabatana takedai är en svampart som beskrevs av Awakura 1974. Kabatana takedai ingår i släktet Kabatana, ordningen Microsporida, klassen Microsporea, divisionen Microspora och riket svampar.   Inga underarter finns listade i Catalogue of Life.